# امالا پال
امالا پال (انگلیسی: Amala Paul؛ زادهٔ ۲۶ اکتبر ۱۹۹۰) یک هنرپیشه اهل هند است.
از جمله کارهای او می توان به بازی در فیلم فارغ‌التحصیل بیکار اشاره کرد.

## فیلم‌شناسی
فهرست برخی از فیلم‌هایی که امالا پال در آنها به ایفای نقش پرداخته است:
- فارغ‌التحصیل بیکار
- فارغ‌التحصیل بیکار ۲
- دختر خدا
- همراه دو زن
- رهبر
- چگونه با عشق بمیرم
- شیطان
- داستان‌های کوتاه
- محاسبات مادر
- رهبر
- تن‌پوش